# Championnat du monde de vitesse moto 1998
Navigation
Édition précédente Édition suivante
Le Championnat du monde de vitesse moto 1998 est la 50e saison de vitesse moto organisée par la FIM.

Ce championnat comporte quatorze courses de Grand Prix, pour trois catégories : 500 cm3, 250 cm3 et 125 cm3.

## Attribution des points
Les points du championnat sont attribués aux quinze premiers de chaque course :
| Classement | 1  | 2  | 3  | 4  | 5  | 6  | 7 | 8 | 9 | 10 | 11 | 12 | 13 | 14 | 15 |
| ---------- | -- | -- | -- | -- | -- | -- | - | - | - | -- | -- | -- | -- | -- | -- |
| Points     | 25 | 20 | 16 | 13 | 11 | 10 | 9 | 8 | 7 | 6  | 5  | 4  | 3  | 2  | 1  |

## Grand Prix de la saison 1998
| N° | Course                           | Lieu           | Vainqueur 125 cm³ | Vainqueur 250 cm³ | Vainqueur 500 cm³ | Résultat |
| -- | -------------------------------- | -------------- | ----------------- | ----------------- | ----------------- | -------- |
| 1  | Grand Prix du Japon              | Suzuka         | Kazuto Sakata     | Daijiro Kato      | Max Biaggi        | Résultat |
| 2  | Grand Prix de Malaisie           | Johor          | Noboru Ueda       | Tetsuya Harada    | Mick Doohan       | Résultat |
| 3  | Grand Prix d'Espagne             | Jerez          | Kazuto Sakata     | Loris Capirossi   | Álex Crivillé     | Résultat |
| 4  | Grand Prix d'Italie              | Mugello        | Tomomi Manako     | Marcellino Lucchi | Mick Doohan       | Résultat |
| 5  | Grand Prix de France             | Paul Ricard    | Kazuto Sakata     | Tetsuya Harada    | Álex Crivillé     | Résultat |
| 6  | Grand Prix de Madrid             | Jarama         | Lucio Cecchinello | Tetsuya Harada    | Carlos Checa      | Résultat |
| 7  | Grand Prix des Pays-Bas          | Assen          | Marco Melandri    | Valentino Rossi   | Mick Doohan       | Résultat |
| 8  | Grand Prix de Grande-Bretagne    | Donington      | Kazuto Sakata     | Loris Capirossi   | Simon Crafar      | Résultat |
| 9  | Grand Prix d'Allemagne           | Sachsenring    | Tomomi Manako     | Tetsuya Harada    | Mick Doohan       | Résultat |
| 10 | Grand Prix de République tchèque | Brno           | Marco Melandri    | Tetsuya Harada    | Max Biaggi        | Résultat |
| 11 | Grand Prix d'Imola               | Imola          | Tomomi Manako     | Valentino Rossi   | Mick Doohan       | Résultat |
| 12 | Grand Prix de Catalogne          | Catalunya      | Tomomi Manako     | Valentino Rossi   | Mick Doohan       | Résultat |
| 13 | Grand Prix d'Australie           | Phillip Island | Masao Azuma       | Valentino Rossi   | Mick Doohan       | Résultat |
| 14 | Grand Prix d'Argentine           | Buenos Aires   | Tomomi Manako     | Valentino Rossi   | Mick Doohan       | Résultat |

## Classement des pilotes 500cm³
| Clas. | Pilote                   | Pays             | Constructeur | Nombre de points |
| ----- | ------------------------ | ---------------- | ------------ | ---------------- |
| 1er   | Michael Doohan           | Australie        | Honda        | 260              |
| 2e    | Max Biaggi               | Italie           | Honda        | 208              |
| 3e    | Álex Crivillé            | Espagne          | Honda        | 198              |
| 4e    | Carlos Checa             | Espagne          | Honda        | 139              |
| 5e    | Alex Barros              | Brésil           | Honda        | 138              |
| 6e    | Norifumi Abe             | Japon            | Yamaha       | 128              |
| 7e    | Simon Crafar             | Nouvelle-Zélande | Yamaha       | 119              |
| 8e    | Tadayuki Okada           | Japon            | Honda        | 106              |
| 9e    | Nobuatsu Aoki            | Japon            | Suzuki       | 101              |
| 10e   | Régis Laconi             | France           | Yamaha       | 86               |
| 11e   | Sete Gibernau            | Espagne          | Honda        | 72               |
| 12e   | John Kocinski            | États-Unis       | Honda        | 64               |
| 13e   | Kenny Roberts Jr         | États-Unis       | Modenas      | 59               |
| 14e   | Ralf Waldmann            | Allemagne        | Modenas      | 46               |
| 15e   | Jurgen van den Goorbergh | Pays-Bas         | Honda        | 40               |
| 16e   | Jean-Michel Bayle        | France           | Yamaha       | 28               |
| 17e   | Garry McCoy              | Australie        | Honda        | 23               |
| 18e   | Kyoji Nanba              | Japon            | Yamaha       | 22               |
| 19e   | Matt Wait                | États-Unis       | Honda        | 17               |
| 20e   | Noriyuki Haga            | Japon            | Yamaha       | 16               |
| 21e   | Scott Smart              | Royaume-Uni      | Honda        | 14               |
| 22e   | Yukio Kagayama           | Japon            | Suzuki       | 10               |
| =     | Luca Cadalora            | Italie           | MuZ          | 10               |
| =     | Bernard Garcia           | France           | Honda        | 10               |
| 25e   | Norihiko Fujiwara        | Japon            | Yamaha       | 9                |
| 26e   | Eskil Suter              | Suisse           | MuZ          | 7                |
| 27e   | Gregorio Lavilla         | Espagne          | Honda        | 5                |
| 28e   | Doriano Romboni          | Italie           | MuZ          | 4                |
| =     | John McGuinness          | Royaume-Uni      | Honda        | 4                |
| =     | Sébastien Gimbert        | France           | Honda        | 4                |
| =     | Fernando Cristobal       | Espagne          | Honda        | 4                |
| 32e   | Juan Borja               | Espagne          | Honda        | 3                |
| 33e   | Mark Willis              | Australie        | Suzuki       | 2                |
| 34e   | Fabio Carpani            | Italie           | Honda        | 1                |

## Classement des pilotes 250cm³
| Clas. | Pilote            | Pays        | Constructeur | Nombre de points |
| ----- | ----------------- | ----------- | ------------ | ---------------- |
| 1er   | Loris Capirossi   | Italie      | Aprilia      | 204              |
| 2e    | Valentino Rossi   | Italie      | Aprilia      | 201              |
| 3e    | Tetsuya Harada    | Japon       | Aprilia      | 200              |
| 4e    | Tohru Ukawa       | Japon       | Honda        | 148              |
| 5e    | Olivier Jacque    | France      | Honda        | 116              |
| 6e    | Haruchika Aoki    | Japon       | Honda        | 112              |
| 7e    | Stefano Perugini  | Italie      | Honda        | 102              |
| 8e    | Takeshi Tsujimura | Japon       | Yamaha       | 92               |
| 9e    | Jeremy McWilliams | Royaume-Uni | Honda        | 88               |
| 10e   | Luis d'Antin      | Espagne     | Yamaha       | 74               |
| 11e   | Roberto Rolfo     | Italie      | Honda        | 63               |
| 12e   | José Luis Cardoso | Espagne     | Yamaha       | 61               |
| 13e   | Jason Vincent     | Royaume-Uni | Honda        | 60               |
| 14e   | Luca Boscoscuro   | Italie      | Honda        | 59               |
| 15e   | Noriyasu Numata   | Japon       | Suzuki       | 53               |
| 16e   | Marcellino Lucchi | Italie      | Aprilia      | 52               |
| 17e   | Jürgen Fuchs      | Allemagne   | Aprilia      | 45               |
| 18e   | Franco Battaini   | Italie      | Yamaha       | 35               |
| 19e   | Shinya Nakano     | Japon       | Yamaha       | 33               |
| 20e   | Daijiro Kato      | Japon       | Honda        | 25               |
| 21e   | Johan Stigefelt   | Suède       | Suzuki       | 23               |
| 22e   | Sebastián Porto   | Argentine   | Aprilia      | 17               |
| 23e   | Naoki Matsudo     | Japon       | Yamaha       | 16               |
| 24e   | Osamu Miyazaki    | Japon       | Yamaha       | 15               |
| 25e   | Davide Bulega     | Italie      | Honda        | 12               |
| 26e   | Yukio Kagayama    | Japon       | Suzuki       | 10               |
| 27e   | Yasu Hatakeyama   | Japon       | Honda        | 9                |
| 28e   | Ivan Clementi     | Italie      | Yamaha       | 7                |
| 29e   | Alex Hofmann      | Allemagne   | Honda        | 6                |
| =     | William Costes    | France      | Honda        | 6                |
| 31e   | Diego Giugovaz    | Italie      | Aprilia      | 4                |
| 32e   | Choujun Kameya    | Italie      | Suzuki       | 3                |
| 33e   | Jamie Robinson    | Royaume-Uni | Yamaha       | 2                |
| =     | Woolsey Coulter   | Royaume-Uni | Honda        | 2                |
| 35e   | Federico Gartner  | Argentine   | Aprilia      | 1                |
| =     | Julien Allemand   | France      | Honda        | 1                |
| =     | Ismael Bonilla    | Espagne     | Honda        | 1                |
| =     | Mike Baldinger    | Allemagne   | Honda        | 1                |
| =     | Matthieu Lagrive  | France      | Honda        | 1                |

## Classement des pilotes 125cm³
| Clas. | Pilote                 | Pays               | Constructeur | Nombre de points |
| ----- | ---------------------- | ------------------ | ------------ | ---------------- |
| 1er   | Kazuto Sakata          | Japon              | Aprilia      | 229              |
| 2e    | Tomomi Manako          | Japon              | Honda        | 217              |
| 3e    | Marco Melandri         | Italie             | Honda        | 202              |
| 4e    | Masao Azuma            | Japon              | Honda        | 135              |
| 5e    | Lucio Cecchinello      | Italie             | Honda        | 130              |
| 6e    | Mirko Giansanti        | Italie             | Honda        | 113              |
| 7e    | Masaki Tokudome        | Japon              | Aprilia      | 97               |
| 8e    | Gianluigi Scalvini     | Italie             | Honda        | 89               |
| 9e    | Roberto Locatelli      | Italie             | Honda        | 87               |
| 10e   | Frédéric Petit         | France             | Honda        | 78               |
| 11e   | Youichi Ui             | Japon              | Yamaha       | 76               |
| 12e   | Arnaud Vincent         | France             | Aprilia      | 72               |
| 13e   | Noboru Ueda            | Japon              | Honda        | 62               |
| 14e   | Ivan Goi               | Italie             | Aprilia      | 53               |
| 15e   | Hiroyuki Kikuchi       | Japon              | Honda        | 51               |
| 16e   | Yoshiaki Katoh         | Japon              | Yamaha       | 45               |
| =     | Steve Jenkner          | Allemagne          | Aprilia      | 45               |
| 18e   | Gino Borsoi            | Italie             | Aprilia      | 43               |
| 19e   | Ángel Nieto Jr.        | Espagne            | Aprilia      | 41               |
| 20e   | Jaroslav Huleš         | République tchèque | Honda        | 25               |
| 21e   | Emilio Alzamora        | Espagne            | Aprilia      | 18               |
| 22e   | Nobuyuki Osaki         | Japon              | Yamaha       | 11               |
| 23e   | Juan E. Maturana       | Espagne            | Yamaha       | 10               |
| 24e   | Takashi Akita          | Japon              | Yamaha       | 7                |
| 25e   | Paolo Tessari          | Italie             | Aprilia      | 5                |
| 26e   | Jeronimo Vidal         | Espagne            | Aprilia      | 3                |
| =     | Alvaro Molina          | Espagne            | Honda        | 3                |
| =     | Federico Cerroni       | Italie             | Aprilia      | 3                |
| =     | Alfonso Gonzalez Nieto | Espagne            | Aprilia      | 3                |
| 30e   | Kazuhiro Takao         | Japon              | Honda        | 2                |
| =     | Andrea Iommi           | Italie             | Honda        | 2                |
| 32e   | Claudio Cipriani       | Italie             | Aprilia      | 1                |
| =     | Christian Manna        | Italie             | Yamaha       | 1                |
| =     | Andrea Zappa           | Italie             | Honda        | 1                |